# Grand Prix Bahrajnu 2013
Grand Prix Bahrajnu 2013 (oficiálně 2013 Formula 1 Gulf Air Bahrain Grand Prix) se jela na okruhu Bahrain International Circuit nedaleko města Sachír v Bahrajnu dne 21. dubna 2013. Závod byl čtvrtým v pořadí v sezóně 2013 šampionátu Formule 1.

## Kvalifikace
| Poř.                       | No. | Jezdec              | Konstruktér          | Časy v kvalifikaci | Časy v kvalifikaci | Časy v kvalifikaci | Pořadí na startu |
| Poř.                       | No. | Jezdec              | Konstruktér          | Q1                 | Q2                 | Q3                 | Pořadí na startu |
| -------------------------- | --- | ------------------- | -------------------- | ------------------ | ------------------ | ------------------ | ---------------- |
| 1                          | 9   | Nico Rosberg        | Mercedes             | 1:33.364           | 1:32.867           | 1:32.330           | 1                |
| 2                          | 1   | Sebastian Vettel    | Red Bull-Renault     | 1:33.327           | 1:32.746           | 1:32.584           | 2                |
| 3                          | 3   | Fernando Alonso     | Ferrari              | 1:32.878           | 1:33.316           | 1:32.667           | 3                |
| 4                          | 10  | Lewis Hamilton      | Mercedes             | 1:33.498           | 1:33.346           | 1:32.762           | 9                |
| 5                          | 2   | Mark Webber         | Red Bull-Renault     | 1:33.966           | 1:33.098           | 1:33.078           | 7                |
| 6                          | 4   | Felipe Massa        | Ferrari              | 1:33.780           | 1:33.358           | 1:33.207           | 4                |
| 7                          | 14  | Paul di Resta       | Force India-Mercedes | 1:33.762           | 1:33.335           | 1:33.235           | 5                |
| 8                          | 15  | Adrian Sutil        | Force India-Mercedes | 1:34.048           | 1:33.378           | 1:33.246           | 6                |
| 9                          | 7   | Kimi Räikkönen      | Lotus-Renault        | 1:33.827           | 1:33.146           | 1:33.327           | 8                |
| 10                         | 5   | Jenson Button       | McLaren-Mercedes     | 1:34.071           | 1:33.702           | Bez času           | 10               |
| 11                         | 8   | Romain Grosjean     | Lotus-Renault        | 1:33.498           | 1:33.762           |                    | 11               |
| 12                         | 6   | Sergio Pérez        | McLaren-Mercedes     | 1:34.310           | 1:33.914           |                    | 12               |
| 13                         | 19  | Daniel Ricciardo    | Toro Rosso-Ferrari   | 1:34.120           | 1:33.974           |                    | 13               |
| 14                         | 11  | Nico Hülkenberg     | Sauber-Ferrari       | 1:34.409           | 1:33.976           |                    | 14               |
| 15                         | 17  | Valtteri Bottas     | Williams-Renault     | 1:34.425           | 1:34.105           |                    | 15               |
| 16                         | 18  | Jean-Éric Vergne    | Toro Rosso-Ferrari   | 1:34.314           | 1:34.284           |                    | 16               |
| 17                         | 16  | Pastor Maldonado    | Williams-Renault     | 1:34.425           |                    |                    | 17               |
| 18                         | 12  | Esteban Gutiérrez   | Sauber-Ferrari       | 1:34.730           |                    |                    | 22               |
| 19                         | 20  | Charles Pic         | Caterham-Renault     | 1:35.283           |                    |                    | 18               |
| 20                         | 22  | Jules Bianchi       | Marussia-Cosworth    | 1:36.178           |                    |                    | 19               |
| 21                         | 21  | Giedo van der Garde | Caterham-Renault     | 1:36.304           |                    |                    | 20               |
| 22                         | 23  | Max Chilton         | Marussia-Cosworth    | 1:36.476           |                    |                    | 21               |
| 107% času vítěze: 1:39.379 |     |                     |                      |                    |                    |                    |                  |
| Zdroj:                     |     |                     |                      |                    |                    |                    |                  |

Poznámky
1. ↑  Lewis Hamilton obdržel trest posunu o 5 míst vzad za neplánovanou výměnu převodovky.
2. ↑  Mark Webber obdržel trest posunu o 3 místa vzad za zavinění kolize v předchozím závodě.
3. 1 2  Valtteri Bottas a Pastor Maldonado zajeli v první části kvalifikace shodný čas. Bottas tohoto času dosáhl dříve a díky tomu postoupil do druhé části kvalifikace.
4. ↑  Esteban Gutiérrez obdržel trest posunu o 5 míst vzad za zavinění kolize v předchozím závodě.

## Závod
| Poř.   | No. | Jezdec              | Konstruktér          | Počet kol | Čas/Odstoupení | Pořadí na startu | Body |
| ------ | --- | ------------------- | -------------------- | --------- | -------------- | ---------------- | ---- |
| 1      | 1   | Sebastian Vettel    | Red Bull-Renault     | 57        | 1:36:00.498    | 2                | 25   |
| 2      | 7   | Kimi Räikkönen      | Lotus-Renault        | 57        | +9.111         | 8                | 18   |
| 3      | 8   | Romain Grosjean     | Lotus-Renault        | 57        | +19.507        | 11               | 15   |
| 4      | 14  | Paul di Resta       | Force India-Mercedes | 57        | +21.727        | 5                | 12   |
| 5      | 10  | Lewis Hamilton      | Mercedes             | 57        | +35.230        | 9                | 10   |
| 6      | 6   | Sergio Pérez        | McLaren-Mercedes     | 57        | +35.998        | 12               | 8    |
| 7      | 2   | Mark Webber         | Red Bull-Renault     | 57        | +37.244        | 7                | 6    |
| 8      | 3   | Fernando Alonso     | Ferrari              | 57        | +37.574        | 3                | 4    |
| 9      | 9   | Nico Rosberg        | Mercedes             | 57        | +41.126        | 1                | 2    |
| 10     | 5   | Jenson Button       | McLaren-Mercedes     | 57        | +46.631        | 10               | 1    |
| 11     | 16  | Pastor Maldonado    | Williams-Renault     | 57        | +1:06.450      | 17               |      |
| 12     | 11  | Nico Hülkenberg     | Sauber-Ferrari       | 57        | +1:12.933      | 14               |      |
| 13     | 15  | Adrian Sutil        | Force India-Mercedes | 57        | +1:16.719      | 6                |      |
| 14     | 17  | Valtteri Bottas     | Williams-Renault     | 57        | +1:21.511      | 15               |      |
| 15     | 4   | Felipe Massa        | Ferrari              | 57        | +1:26.364      | 4                |      |
| 16     | 19  | Daniel Ricciardo    | Toro Rosso-Ferrari   | 56        | +1 kolo        | 13               |      |
| 17     | 20  | Charles Pic         | Caterham-Renault     | 56        | +1 kolo        | 18               |      |
| 18     | 12  | Esteban Gutiérrez   | Sauber-Ferrari       | 56        | +1 kolo        | 22               |      |
| 19     | 22  | Jules Bianchi       | Marussia-Cosworth    | 56        | +1 kolo        | 19               |      |
| 20     | 23  | Max Chilton         | Marussia-Cosworth    | 56        | +1 kolo        | 21               |      |
| 21     | 21  | Giedo van der Garde | Caterham-Renault     | 55        | +2 kola        | 20               |      |
| Ret    | 18  | Jean-Éric Vergne    | Toro Rosso-Ferrari   | 16        | Defekt         | 16               |      |
| Zdroj: |     |                     |                      |           |                |                  |      |

## Průběžné pořadí po závodě
Pohár jezdců
|   | Pořadí | Jezdec           | Body |
| - | ------ | ---------------- | ---- |
|   | 1      | Sebastian Vettel | 77   |
|   | 2      | Kimi Räikkönen   | 67   |
| 1 | 3      | Lewis Hamilton   | 50   |
| 1 | 4      | Fernando Alonso  | 47   |
| 1 | 5      | Mark Webber      | 32   |

Pohár konstruktérů
|   | Pořadí | Konstruktér          | Body |
| - | ------ | -------------------- | ---- |
|   | 1      | Red Bull-Renault     | 109  |
| 1 | 2      | Lotus-Renault        | 93   |
| 1 | 3      | Ferrari              | 77   |
|   | 4      | Mercedes             | 64   |
| 1 | 5      | Force India-Mercedes | 26   |